# Na Plazích

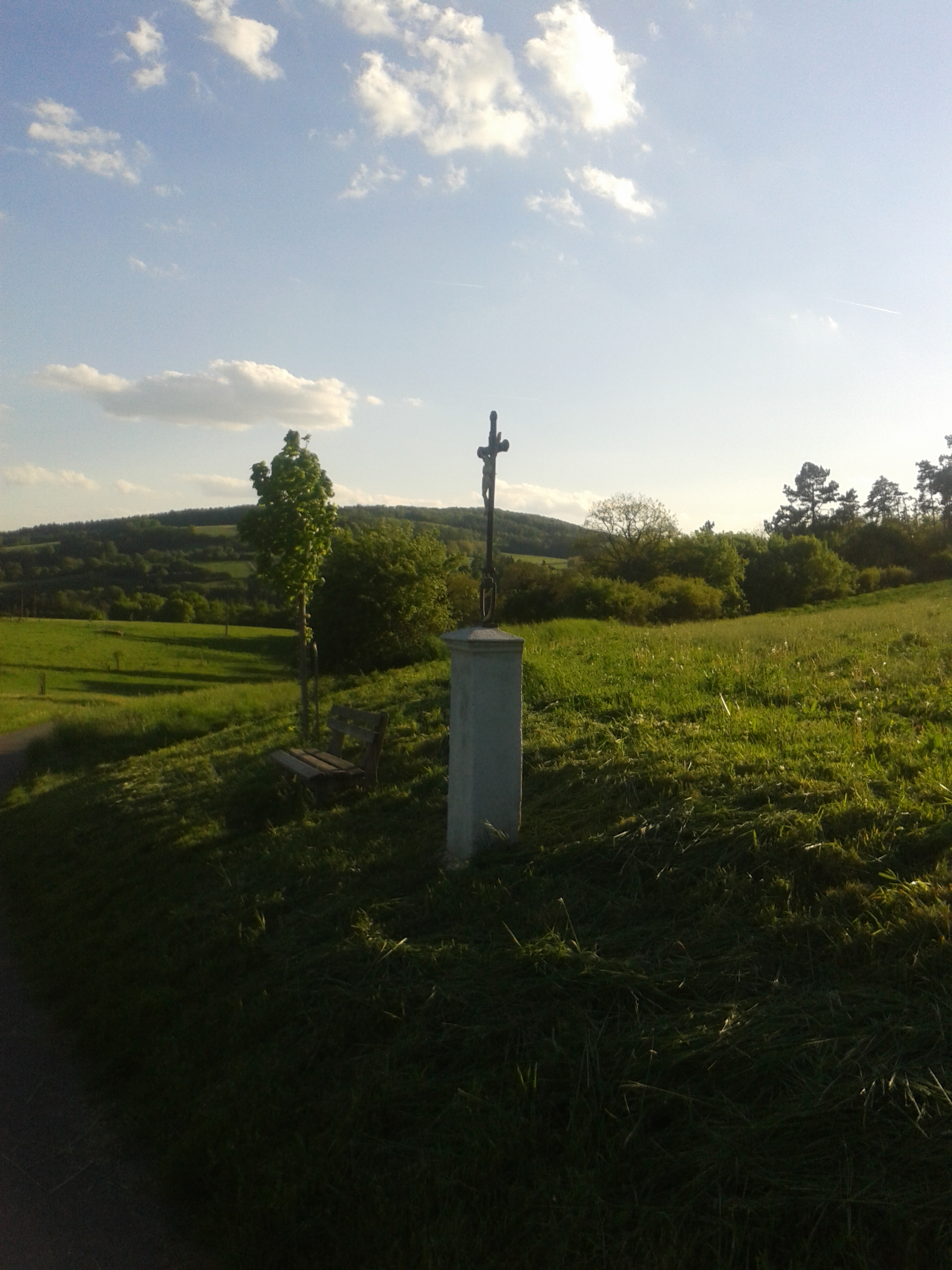
Křížek a lavička poblíž u cesty poblíž vrcholu Na Plazích.

Vrch Na Plazích (347 m n. m.) se nachází přibližně 1 km západně od obce Skryje v okrese Rakovník.

## Popis vrchu a okolí
Z východního a jižního pohledu působí vrchol v okolní krajině tvořené zemědělskou půdou nevýrazně, neboť ji převyšuje jen o přibližně 10 metrů. V severním a západním směru je však situace jiná. Na severu pozvolněji v několika terasách klesá na úroveň hladiny asi 400 metrů vzdálené řeky Berounky. Orná půda zde směrem k řece přechází v luka a posléze, blíže řece, k strmému zalesněnému svahu. Na západě zalesněný svah prudce klesá do údolí Zbirožského potoka. Převýšení na severu a západě činí necelých 100 metrů. Na svahu nad vyústěním Zbirožského potoka do Berounky severozápadně od vrcholu se nachází chatová osada.

## Geologie
Z geologického hlediska je vrch tvořen ve střední části spilitem (spilitizovaný bazalt), severní, západní a jižní partie pak tvoří břidlice a prachovce náležející povětšinou k proterozoiku Barrandien.

## Přístup
Vrchol je přístupný po louce z místní asfaltové komunikace, která vede ze Skryj západně do údolí Zbirožského potoka a míjí vrchol ve vzdálenosti přibližně 100 metrů.

## Zajímavosti
Asi 100 metrů jihovýchodně od vrcholu se nachází kovový křížek (krucifix) zasazený v kamenném soklu a odpočinková lavička. Méně romantickou zajímavostí je trasa 420 elektrického vedení 400 kV vedoucí z rozvodny Hradec u Kadaně do rozvodny Mírovka, které vrchol míjí asi 300 metrů východně.